# Pedro I Fadrique
Pedro I Fadrique (zm. 1355) – hrabia Salony w latach 1338–1350. 
Syn Alfonsa Fadrique. 
Jego następca był brat Jakub Fadrique. 